# Ужгородська агломерація
Ужгородська агломерація — агломерація, або Ужгородсько-Мукачівська конурбація з центрами у містах Ужгород і Мукачево. 

## Розташування
Розташована в Закарпатті. 

## Сенс створення
Головні чинники створення і існування агломерації: важливий крайовий, торговельний, культурний, туристичний і транспортний центр.
Ужгородський міжнародний аеропорт.

## Склад агломерації
Складається:
- з міст: Ужгород, Мукачево, Чоп.
- з районів: Ужгородський район, Перечинський район, Мукачівський район, Свалявський район.

## Основні статистичні дані
Приблизна статистика (2001):
- Чисельність населення — 468,8 тис. осіб.
- Площа — 3 237 км².
- Густота населення — 144,8 осіб/км².